# 树勋镇
树勋镇是中华人民共和国江苏省南通市海门区一个已撤销的镇。
民国时，为南通县下属的乐平乡。为纪念第二次国共内战期间，牺牲的两位中共烈士——范树方（又名范龙）、丁洪勋。中共执政后，将乐平乡改为树勋乡。后改为树勋镇。2012年11月30日，江苏省人民政府批复同意撤销树勋镇，将其所辖行政区域划归余东镇。